# قضاء الضنية
قضاء المنية - الضنية هو أحد أقضية محافظة الشمال الثمانية، تضم 35 بلدة تشرف على مدينة طرابلس من ناحية الشرق، وهي تشكل امتدادا ل جبل المكمل، أعلى جبال لبنان والذي يستحوذ على أكثر من ثلثي مساحة القضاء البالغة 362 كيلومترا، وتنتشر فيه غابات كبيرة من الأرز واللزاب والصنوبر والسنديان ومختلف أنواع الأشجار المعمرة و في قضاء الضنية توجد القرنة السوداء أعلى قمة في لبنان 

## تجمع بلديات الضنية
تجمع إنمائي ل 20 بلدية في قضاء الضنية في محافظة لبنان الشمالي، أسس في 31.12.2004 ويضم القرى التالية :سير، بقرصونا، بقاع صفرين، بخعون، عاصون، كفرشلان، مراح السراج، كفرحبو، دير نبوح، نمرين، بيت الفقس، طاران، عزقي، حرف سياد، عين التينة، السفيرة، بطرماز، كفربنين، قرصيتا وعيما.إيزال

### الأهداف
والاتحاد يُعنى بالمشاريع المشتركة بين البلديات المنتسبة إلى الاتحاد ويقوم بأعمال ذات منفعة عامة تستفيد منها قرى وبلدات المنطقة فللإتحاد موازنة مالية خاصة لتنفيذ المشاريع العامة أما معاناة الاتحاد فهي أن موارده كانت الأقل ولم تبلغ عائدات الاتحاد من الصندوق البلدي المستقل ما يستحق لبلدية من البلديات المنتسبة، وخصوصاً أننا في منطقة تعاني الحرمان على كل الصعد· كما أن مالية الاتحاد مخصصة لـ 21 بلدية، وبعدما أضيفت البلديات الثمانية الأخرى ستزداد الأعباء على الاتحاد إلى حين توزيع جديد لأموال الصندوق البلدي المستقل·

## مدن متوأمة
المدن الشقيقة للضنية هي:
- تركيا - كوتاهيا [1]

## معرض صور

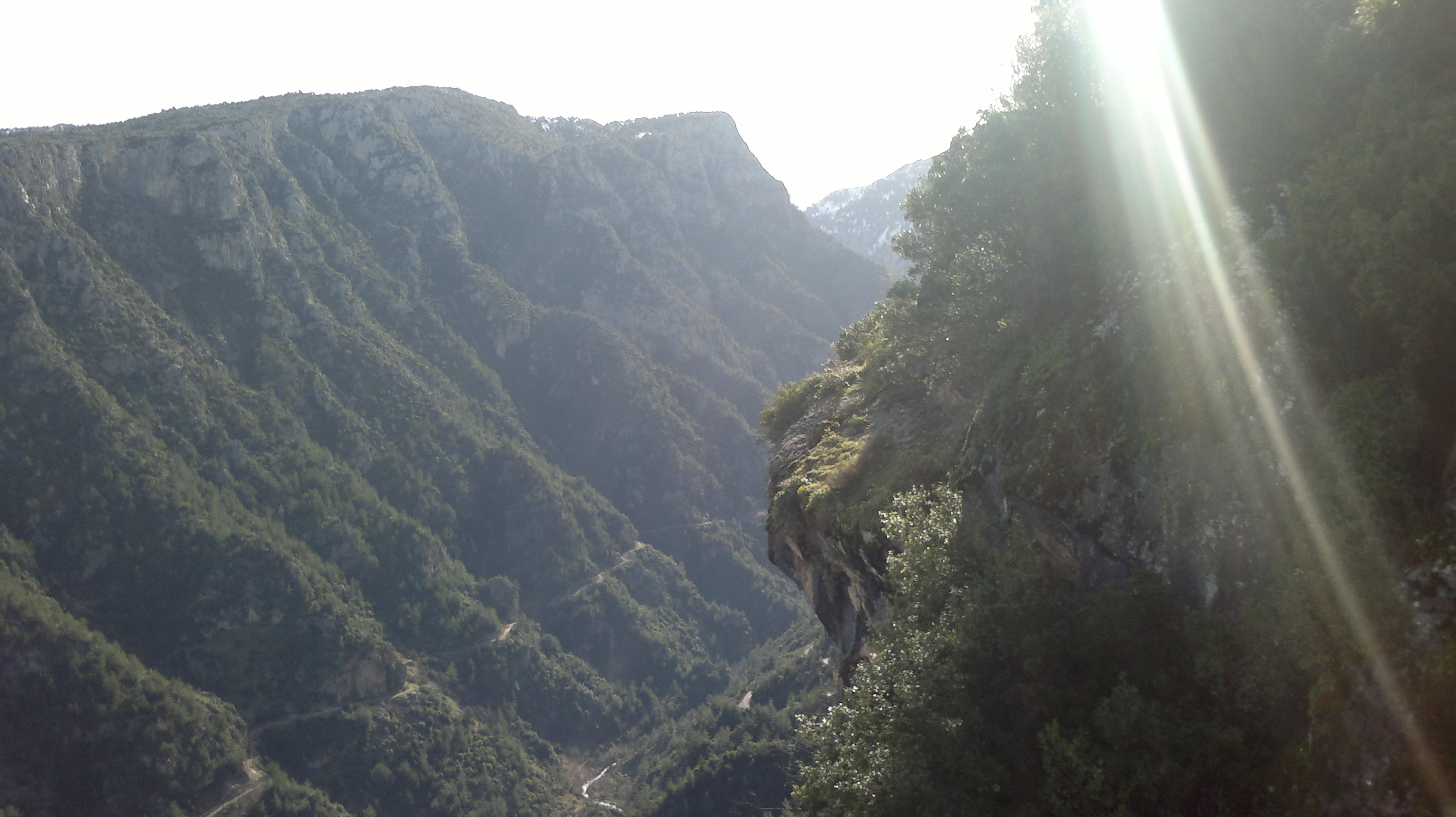
وادي القمامين أو ما يعرف بوادي جهنم في الضنية.
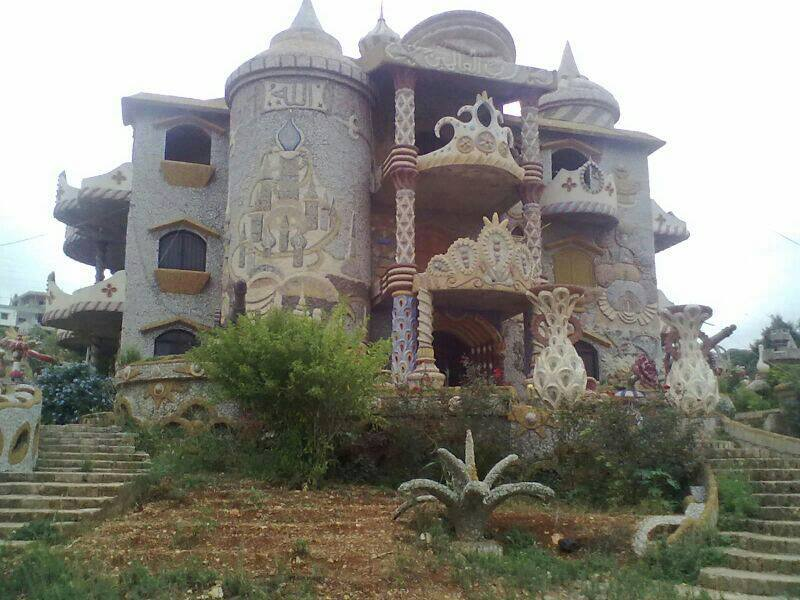
قصر الأحلام في بلدة بخعون الضنية.
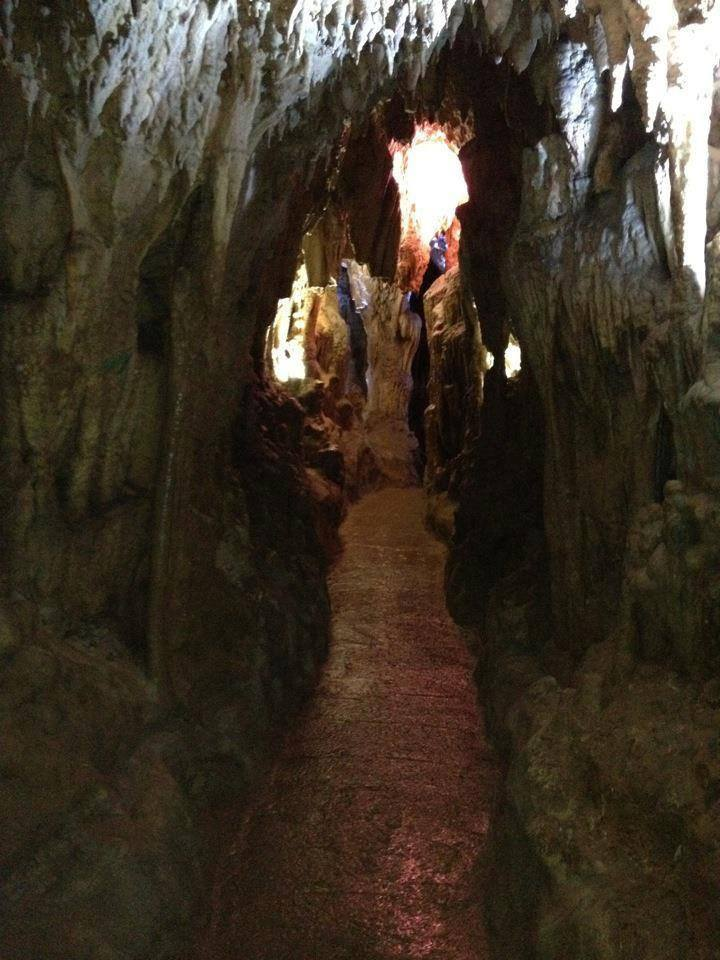
مغارة الزحلان في الضنية.
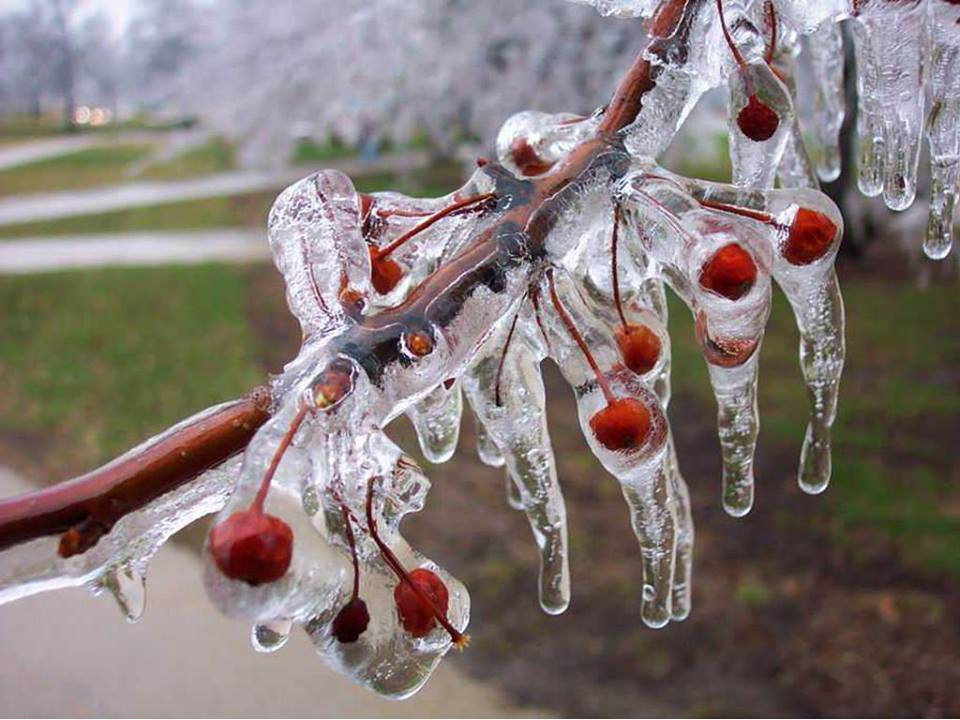
إحدى مشاهد الضنية.

## مواقع خارجية
- مركز المعلوماتية للتنمية الحلية نسخة محفوظة 1 فبراير 2009 على موقع واي باك مشين.